# (4336) Jasniewicz
(4336) Jasniewicz est un astéroïde de la ceinture principale.

## Description
(4336) Jasniewicz est un astéroïde de la ceinture principale. Il fut découvert le 31 août 1984 à la station Anderson Mesa par Brian A. Skiff. Il présente une orbite caractérisée par un demi-grand axe de 2,33 UA, une excentricité de 0,23 et une inclinaison de 8,0° par rapport à l'écliptique.
L'astéroïde a été nommé en l'honneur de Gérard Jasniewicz, astronome français.

## Compléments